# سیارک ۹۳۹۶
سیارک ۹۳۹۶ (به انگلیسی: 9396 Yamaneakisato، نامگذاری:1994QT)۹۳۹۶مین سیارک کشف شده‌است که در ۱۷ اوت ۱۹۹۴ کشف شد.